# キタノダイオー
キタノダイオー（欧字名:Kitano Daio、1965年4月6日 - 不明）は日本のサラブレッド系種（サラ系）の競走馬、種牡馬。
競走馬として7戦7勝、1967年の函館3歳ステークス、北海道3歳ステークスを制した。11連勝のクリフジ、10連勝のトキノミノルに続く無敗の重賞優勝馬である。
半姉に1963年の優駿牝馬（オークス）優勝馬アイテイオー（父ハロウェー）がいる。

## 経歴

### デビューまで
1926年にオーストラリアから日本に輸入された牝馬バウアーストックは、血統書の不備により、明確にサラブレッドと認められることなくサラブレッド系種（サラ系）に分類された。そこからサラブレッドの種牡馬であるトウルヌソルを配合して生まれた牝馬、バウアーヌソルは繁殖牝馬としてアシガラヤマ、キタノオー、キタノオーザ、キタノヒカリなどを生産した。
牝馬のキタノヒカリは、1956年の朝日杯3歳ステークスを制するなど12戦3勝で繁殖牝馬となった。ハロウェーが配合された2番仔の牝馬は、アイテイオーと名付けられ1963年の優駿牝馬（オークス）を制した。その弟として、アイルランドから日本に輸入された種牡馬ダイハードを配合。1965年4月6日、北海道新冠町のキタノ牧場で栗毛の牡馬（後のキタノダイオー）が誕生した。
当時の規定では、サラ系はサラブレッドの種牡馬を8代にわたって交配することで、サラ系からサラブレッドへの昇格が認められていた。しかしキタノダイオーは、サラ系から8代以内のため、サラ系に分類されて競走馬としてデビューした。

### 競走馬時代
中山競馬場に厩舎を構える久保田金造調教師に預けられ、1967年7月23日、函館競馬場の新馬戦（芝1000メートル）で伊藤竹男が騎乗してデビュー。第3コーナーから先頭に立つと、後続に8馬身差を広げて優勝。走破タイム59.6秒は、キーストンが1964年に樹立したレコードを0.2秒上回った。続く8月6日の函館3歳ステークスに出走し、好位から直線コースで抜け出すと、そこから後方に9馬身離して優勝。1分10秒9で走破し、エービーシーが1965年に樹立したレコードを2.1秒上回った。騎乗した伊藤は「スタートはケタ違いで、過去の3歳馬の域を超えているよ」と評した。
札幌競馬場に移り9月17日の北海道3歳ステークスに参戦、郷原洋行に乗り替わった。2連勝の独走ぶりからキタノダイオーの確勝ムードが高まり、5頭立てのレースとなった。雨が降り、馬場状態が悪い中のスタートでは出遅れてしまい、後方から進んだ。最初の第3コーナーで、加速して先行馬をかわして逃げ馬に取り付いていた。最終コーナーで先頭に立つと後方に3馬身半離して入線し、3連勝とした。直線ではムチが入れられることなく、楽勝だった。郷原は直線で追ったなら2秒速く入線することができたと振り返った。久保田も「最高傑作になる可能性を秘めていますね」と評していた。
3連勝に「トキノミノルの再来」「来年のダービー馬」という声も上がった。しかし、10月15日の朝、中山競馬場での調教中に左前脚の種子骨を骨折。診療所での診断の結果前1年休養を強いられ、クラシック参戦不能となってしまった。
3戦3勝で北海道でしか出走経験がなかったが、1967年末の中央競馬会フリーハンデでは「57」が与えられ、朝日杯3歳ステークス優勝のタケシバオー、阪神3歳ステークス優勝のマーチスの「55」を大きく上回る評価であった。
骨折を克服して2年後の1969年8月2日、函館競馬場の条件戦で復帰。若手の蛯名久に乗り替わって出走し、逃げて後方に6馬身離して勝利。同じ函館の恵山特別でも5馬身逃げ切り、札幌競馬場の道新杯ではトップハンデを担ったが、アタマ差で勝ち、復帰後の北海道で再び3連勝、通算6連勝を果たした。この結果に、陣営は天皇賞と有馬記念出走を強く希望していたが、左前脚の骨膜炎を発症し再び休養に入った。
6歳となった1970年2月7日に再び復帰。初めて本州、東京競馬場の競走である銀嶺ステークス（700万円以下）に出走。1番人気に支持され、第3コーナーで先頭に立ち、後方に1馬身4分の3離して勝利し、無敗の7連勝を果たした。しかし直後に骨膜炎が再発、「無敗」を強く意識する久保田はこの状態では勝利を積み重ねることができないと考えて、競走馬を引退した。

### 種牡馬時代
1971年から生まれ故郷のキタノ牧場で種牡馬となった。サラ系種牡馬のため、産駒がすべてサラ系になるというハンデに加え、輸入種牡馬を重視し、内国産種牡馬を軽視する生産者が多い傾向にあった。しかし、7戦7勝と大レースに参戦していないという未知の魅力を買われて人気を集め、ピークの1980年には74頭の繁殖牝馬と交配した。1987年、種付けを行った繁殖牝馬10頭がいずれも受胎しなかったため、種牡馬を引退した。同年秋には、左後ろ脚のフレグモーネを発症し、患部が大きく腫れた。1988年4月1日発行の月刊誌『優駿』では、1988年1月時点で24歳のキタノダイオーが生存していることが確認することができる。

## 馬名
1965年生産の本馬のほかに「キタノダイオー」という馬は、2021年6月22日時点で2頭存在する。2000年生産の二代目は、父エアダブリン、母父ラッキーソブリンという鹿毛の牡馬であり、金沢競馬場で22戦未勝利に終わっている。また2012年生産の三代目は、父ブラックタイド、母父シンボリクリスエスという鹿毛の牡馬であり、ホッカイドウ競馬と岩手競馬で走り9戦未勝利に終わっている。

## 競走成績
以下の内容は、netkeiba.com、JBISサーチの情報に基づく。
| 競走日     | 競馬場 | 競走名     | 格  | 距離 （馬場） | 頭 数 | 枠 番 | 馬 番 | オッズ （人気） | 着順 | タイム | 騎手      | 斤量 [kg] | 1着馬（2着馬）         |
| ---------- | ------ | ---------- | --- | ------------- | ----- | ----- | ----- | --------------- | ---- | ------ | --------- | --------- | ---------------------- |
| 1967.07.23 | 函館   | 3歳新馬    |     | 芝1000m（良） | 7     | 4     | 4     | 002.1（1人）    | 01着 | 0-59.4 | 0伊藤竹男 | 53        | （エゾノスガタ）       |
| 0000.08.06 | 函館   | 函館3歳S   |     | 芝1200m（良） | 6     | 3     | 3     | 002.0（1人）    | 01着 | 1:10.9 | 0伊藤竹男 | 53        | （コマカブト）         |
| 0000.09.17 | 札幌   | 北海道3歳S |     | ダ1200m（不） | 5     | 5     | 5     | 001.3（1人）    | 01着 | 1:11.7 | 0郷原洋行 | 51        | （ダイヨンハマイサミ） |
| 1969.08.02 | 函館   | 4歳上300下 |     | 芝1800m（良） | 5     | 2     | 2     | 001.3（1人）    | 01着 | 1:53.6 | 0蛯名久   | 55        | （ジョウトウヒカリ）   |
| 0000.08.17 | 函館   | 恵山特別   | 3下 | 芝1700m（良） | 3     | 1     | 1     | 001.3（1人）    | 01着 | 1:49.5 | 0蛯名久   | 57        | （スズプリンス）       |
| 0000.08.31 | 札幌   | 道新盃     | 6下 | ダ1800m（重） | 7     | 6     | 6     | 002.2（1人）    | 01着 | 1:51.6 | 0蛯名久   | 57        | （ランドエース）       |
| 1970.02.07 | 東京   | 銀嶺S      | 7下 | ダ1700m（良） | 9     | 5     | 5     | 002.4（1人）    | 01着 | 1:44.4 | 0蛯名久   | 55        | （ユウサブ）           |

## 種牡馬成績

### 主な産駒
- ハードラーク（愛知杯、福島大賞典2着、カブトヤマ記念3着）
- サンケイダイヤ（東京障害特別（秋））
- ラッキーオーシャン（シクラメン賞、シンザン記念2着、京都新聞杯3着）
- キリセオリー（クイーンステークス2着）
- トヨクラダイオー（北海道三冠（北斗盃、王冠賞、北海優駿）、栄冠賞、道営記念2着）

## 血統表
| キタノダイオーの血統（ネヴァーセイダイ系 / Swynford5×5=6.25%） | キタノダイオーの血統（ネヴァーセイダイ系 / Swynford5×5=6.25%） | キタノダイオーの血統（ネヴァーセイダイ系 / Swynford5×5=6.25%） | （血統表の出典）   | （血統表の出典） |
| 父 *ダイハード Die Hard 1957 栃栗毛                            | 父の父Never Say Die 1951 栗毛                                  | Nasrullah                                                      | Nearco             | Nearco           |
| 父 *ダイハード Die Hard 1957 栃栗毛                            | 父の父Never Say Die 1951 栗毛                                  | Nasrullah                                                      | Mumtaz Begum       |                  |
| 父 *ダイハード Die Hard 1957 栃栗毛                            | 父の父Never Say Die 1951 栗毛                                  | Singing Grass                                                  | War Admiral        | War Admiral      |
| 父 *ダイハード Die Hard 1957 栃栗毛                            | 父の父Never Say Die 1951 栗毛                                  | Singing Grass                                                  | Boreale            |                  |
| 父 *ダイハード Die Hard 1957 栃栗毛                            | 父の母Mixed Blessing 1946 栗毛                                 | Brumeux                                                        | Teddy              | Teddy            |
| 父 *ダイハード Die Hard 1957 栃栗毛                            | 父の母Mixed Blessing 1946 栗毛                                 | Brumeux                                                        | La Brume           |                  |
| 父 *ダイハード Die Hard 1957 栃栗毛                            | 父の母Mixed Blessing 1946 栗毛                                 | Pot-Pourri                                                     | Rose Prince        | Rose Prince      |
| 父 *ダイハード Die Hard 1957 栃栗毛                            | 父の母Mixed Blessing 1946 栗毛                                 | Pot-Pourri                                                     | Sweet Lavender     |                  |
| 母 キタノヒカリ 1954 栗毛 （サラ系）                           | 母の父トサミドリ 1946 鹿毛                                     | *プリメロ Primero                                              | Blandford          | Blandford        |
| 母 キタノヒカリ 1954 栗毛 （サラ系）                           | 母の父トサミドリ 1946 鹿毛                                     | *プリメロ Primero                                              | Athasi             |                  |
| 母 キタノヒカリ 1954 栗毛 （サラ系）                           | 母の父トサミドリ 1946 鹿毛                                     | *フリッパンシー Flippancy                                      | Flamboyant         | Flamboyant       |
| 母 キタノヒカリ 1954 栗毛 （サラ系）                           | 母の父トサミドリ 1946 鹿毛                                     | *フリッパンシー Flippancy                                      | Slip               |                  |
| 母 キタノヒカリ 1954 栗毛 （サラ系）                           | 母の母バウアーヌソル 1938 鹿毛 （サラ系）                      | *トウルヌソル Tournesol                                        | Gainsborough       | Gainsborough     |
| 母 キタノヒカリ 1954 栗毛 （サラ系）                           | 母の母バウアーヌソル 1938 鹿毛 （サラ系）                      | *トウルヌソル Tournesol                                        | Soliste            |                  |
| 母 キタノヒカリ 1954 栗毛 （サラ系）                           | 母の母バウアーヌソル 1938 鹿毛 （サラ系）                      | *バウアーストック Baverstock                                   | Baverstock         | Baverstock       |
| 母 キタノヒカリ 1954 栗毛 （サラ系）                           | 母の母バウアーヌソル 1938 鹿毛 （サラ系）                      | *バウアーストック Baverstock                                   | Frivolity F-No.8-e |                  |